# Sawada Seikō
Sawada Seikō (japanisch 澤田 政廣, eigentlich Sawada Torakichi (澤田 寅吉); geb. 22. August 1894 in Atami, Präfektur Shizuoka; gest. 1. Mai 1988) war ein japanischer Bildhauer der Taishō- und Shōwa-Zeit.

## Leben und Werk
Sawada Seikō wurde als dritter Sohn eines Gastwirtes in Atami geboren. Er war früh entschlossen, Maler zu werden und verließ die Nirayama Mittelschule mit dieser Absicht. Da aber seine Eltern gegen die Idee waren, gab er sie auf. Später ging er dann doch nach Tōkyō und wurde Student von Yamamoto Zuin (山本 瑞雲; 1867–1941), einem Holzschnitzer, der ein entfernter Verwandter war. Nach fünf Jahren fleißiger und geduldiger Arbeit konnte er 1918 die private Ausbildungsstätte der „Taiheiyō Gakai“ (太平洋画会) besuchen. 1921 stellte er seine erste Arbeit aus auf der 3. Teiten-Ausstellung, die den Titel „Meerjungfrau“ (人魚 Ningyo) trug. 1924 schrieb er sich bei Tōkyō Bijutsu Gakkō (東京美術学校) ein, der Vorläufereinrichtung der Tōkyō Geijutsu Daigaku, für einen Sonderkursus Bildhauerei, wobei er von Asakura Fumio unterrichtet wurde. Sawadas „Tagträume“ (白日夢 Hakujitsu-mu) wurde für die Teiten 1927 zugelassen, seine Werke erfuhren weiterhin besondere  Anerkennung. Von 1931 an war er Mitglied in der „Nihon Chōkoku-Kai“ (日本彫刻会), zog sich aber 1940 daraus zurück und gründete die „Vereinigung traditioneller Holzschnitzer“ (正統木彫家協会 Seitō Mokuchōka Kyōkai).
Nach dem Pazifikkrieg zeigte er seine Werke auf der Nitten, wobei 1951 seine Skulptur „Gomoku no Sei“ (五木之精) den Förderpreis des Kultusministers (芸術選奨文部大臣賞 Geijutsu Senshō Mombudaijin-shō), 1952 seine Skulptur „Sange“ (三華) den Preis der japanischen Akademie der Künste erhielt. 1962 wurde er zum Mitglied der Akademie der Künste gewählt. 1970 schuf er für die Glaubensgemeinschaft Reiyūkai eine Skulptur des Shaka-Buddha (釈迦如来像 Shaka Nyorai-zō), die 7,58 m hoch ist.
Sawada hatte sich von Jugend an mit buddhistischen Skulpturen beschäftigt und führte damit die Tradition von der Nara-, Heian- und Kamakura-Zeit weiter, gab seinen Skulpturen dabei aber auch eine persönliche, moderne Note. Sein Stil wurde hoch anerkannt. Bekannt sind auch die Skulpturen „Hakuhō“ (白鳳) und Yō, wobei letztere die Götting Ame-no-uzume-no-mikoto darstellt.
1973 wurde Sawada als Person mit besonderen kulturellen Verdiensten ausgezeichnet, 1979 erhielt er darüber hinaus den Kulturorden.
1987 wurde das Gedenkmuseum für Sawada, das „Atami Shiritsu Sawada Seikō Kinenkan“ (熱海市立澤田政廣記念館) eröffnet.